# Трупіалець пурпуровий
Трупіа́лець пурпуровий (Euphagus cyanocephalus) — вид горобцеподібних птахів родини трупіалових (Icteridae). Мешкає в Північній Америці.

## Опис

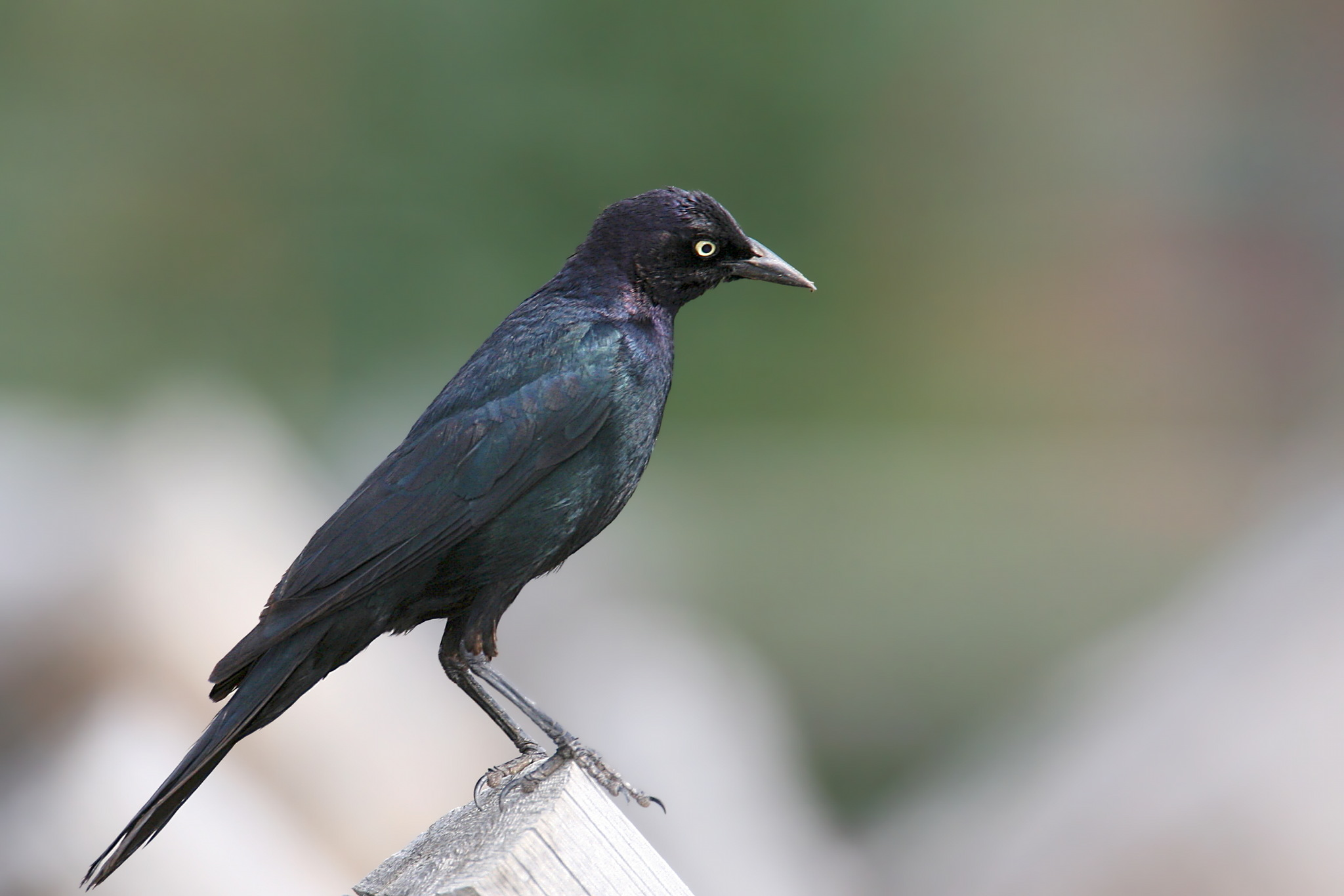
Самець пурпурового трупіальця

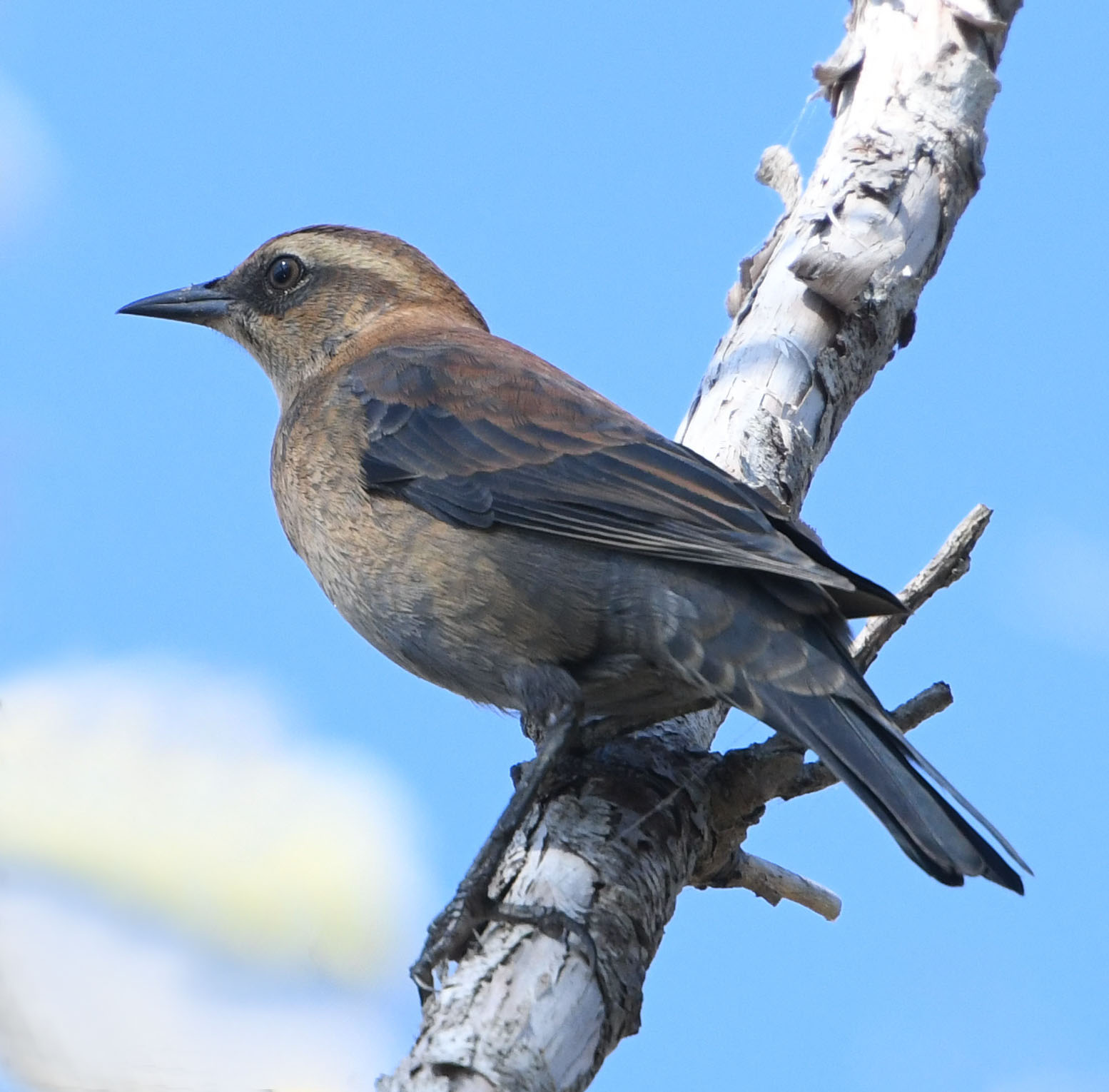
Самиця пурпурового трупіальця

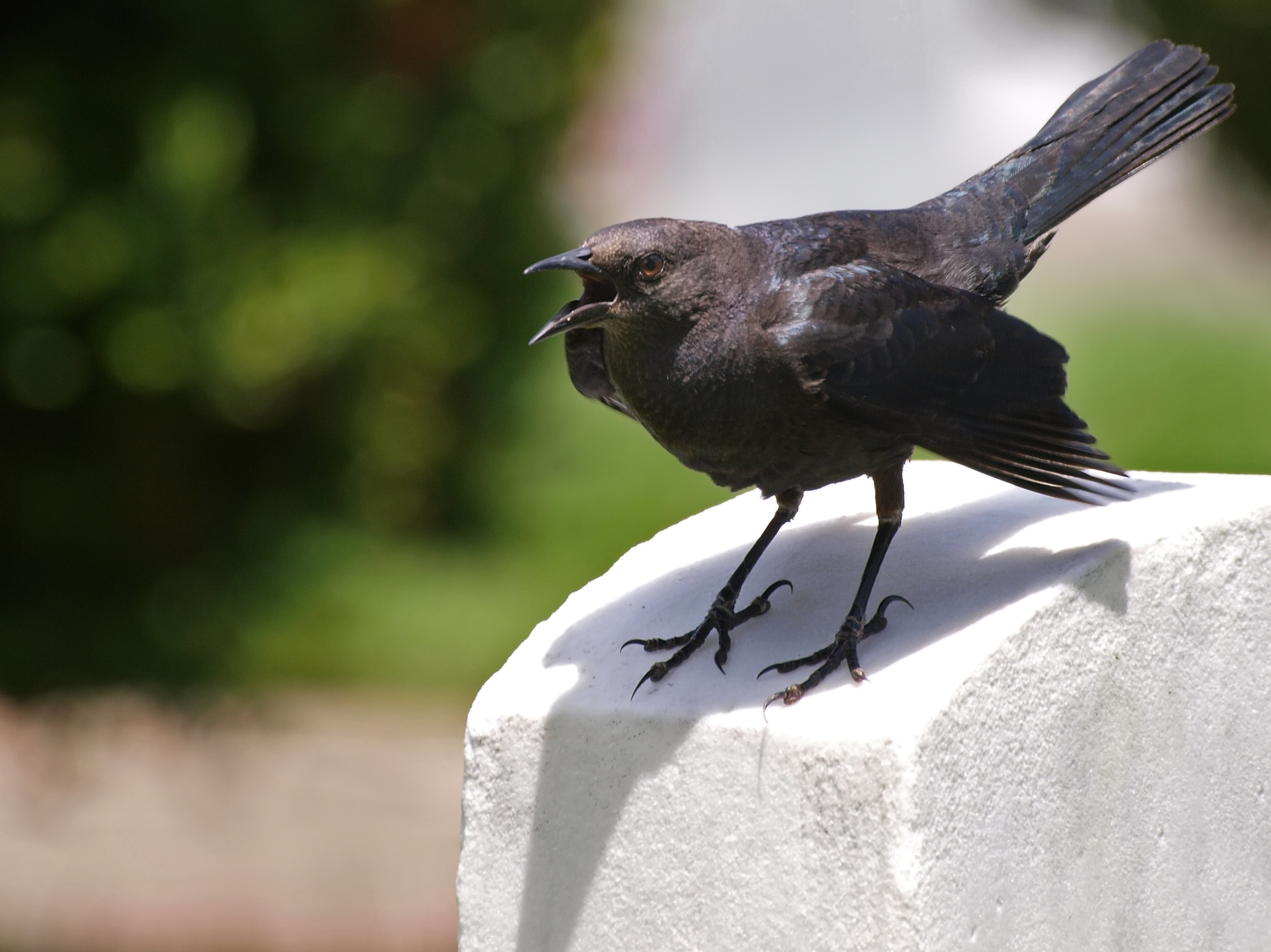
Самиця пурпурового трупіальця

Довжина самців становить 23 см, вага 60-73 г, довжина самиць становить 21 см, вага 50,6-67 г. Розмах крил становить 39 см, довжина крила 121-133 мм, довжина хвоста 95-102,5 мм, довжина дзьоба 20,4-24 мм, довжина цівки 29,5-33,5 мм.
Самці під час сезону розмноження мають повністю чорне забарвлення з фіолетовим відблиском на голові і синьо-зеленим відблиском на решті тіла. Очі кремово-білі або блідо-жовті, дзьоб конічної форми, загострений, чорний, лапи чорні. Самиці і самці під час негніздового періоду мають сірувато-коричневе забарвлення, голова і шия у них світліші, відблиск в їх оперенні слабо виражений, очі темно-карі. Забарвлення самиць є поідбне до забарвлення дорослих птахів. Молоді самці мають чорнувате забарвлення, над очима у них сірі "брови", на спині і грудях є кілька сірих смуг.
Загалом пурпурові трупіальці нагадують північних трупіальців, однак у самців північних трупіальців відблиск в оперенні голови більш виражений, а дзьоб коротший. Також пурпурових трупіальців можна сплутати з пурпуровошиїм граклом, однак у останніх хвіст помітно довший.

## Поширення і екологія
Пурпурові трупіальці гніздяться на півдні Канади і в США. Взимку вони мігрують на південь, де зимують на південному сході США і в Мексиці. На заході США пурпурові трупіальці ведуть осілий спосіб життя, в районі Великих озер ареал цих птахів розширюється на схід. Пурпурові трупіальці живуть на відкритих і напіввідкритих місцевостях — луках і полях, часто поблизу води, на висоті до 1300 м над рівнем моря. Вони легко адаптуються до присутності людей і часто зустрічаються в садах, особливо на сході ареалу. Там де їх ареал перетинається з ареалом пурпуровошиїх граклів, трупіальці частіше зустрічаються у відкритих ландшафтах, тоді як гракли віддають перевагу передмістям і містам.
Пурпурові трупіальці під час негніздового періоду часто формують великі зграї, до яких долучаються інші види, зокрема каліфорнійські сороки. Вони живляться переважно насінням і комахами, також деякими ягодами. Шукають їжу в полях і на мілководдях, іноді ловлять комах в польоті. Подедкуди вважаються шкідниками посівів.
Пурпурові трупіальці гніздяться розрідженими колоніями, які зазвичають включають декілька пар, однак іноді нараховують до 100 гніздових пар. Гніздо має чашоподібну форму, розміщується в чагарнику, на дереві або на скелі. Насиджують самиці, інкубаційний період триває близько 2 тижнів. Пташенята покидають гніздо через 2 тижні після вилуплення.